# جون تاونسند (سياسي أمريكي)
جون تاونسند هو سياسي أمريكي، ولد في 14 يونيو 1783 في ستيرلينغ ‏ في الولايات المتحدة، وتوفي في 26 أغسطس 1854 في ألباني في الولايات المتحدة. نشط حزبياً في حزب اليمين.